# Kanaltunnel Rendsburg

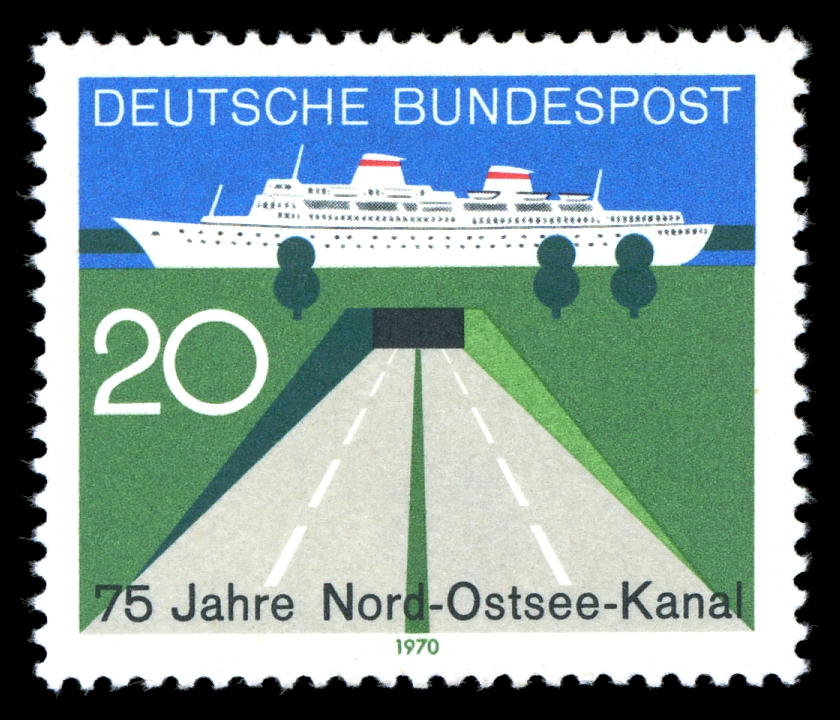
Deutsche Briefmarke von 1970 anlässlich 75 Jahre Nord-Ostsee-Kanal. Abgebildet ist der Kanaltunnel Rendsburg mit einem Passagierschiff.

Der Kanaltunnel Rendsburg ist ein 640 Meter langer vierstreifiger Unterwassertunnel mit zwei Röhren unter dem Nord-Ostsee-Kanal. Er führt die Bundesstraße 77 von Rendsburg im Norden nach Westerrönfeld im Süden des Kanals.

## Geschichte

### Bau
Die Bauarbeiten am Kanaltunnel Rendsburg begannen am 23. November 1957. Der Tunnel ersetzte die zweite der Rendsburger Drehbrücken und wurde am 25. Juli 1961 eingeweiht. Die Drehbrücke über den Kanal wurde am selben Tage um 14:07 Uhr stillgelegt.
In der Tunnelmitte liegen die Fahrbahnen 20 m unter dem Wasserspiegel. Das Tunnelmittelstück mit einer Länge von 140 m entstand liegend in einer Baugrube südlich des Kanals. Diese Baugrube wird heute als Freibad der Gemeinde Westerrönfeld genutzt. Es mussten ganze Häuser für den Bau verschoben werden.
Am 17. März 1959 wurde das Mittelstück schwimmend in Position gebracht und in die in den Kanalgrund gebaggerte Rinne abgesenkt. Während der Arbeiten wurde der Kanal 70 Stunden für den Schiffsverkehr gesperrt und am 20. März um 3 Uhr wieder freigegeben.
Als weiterer Ersatz für die Drehbrücke wurde 550 m östlich des Straßentunnels zwischen 1962 und 1965 der Fußgängertunnel Rendsburg gebaut.

### Sanierung

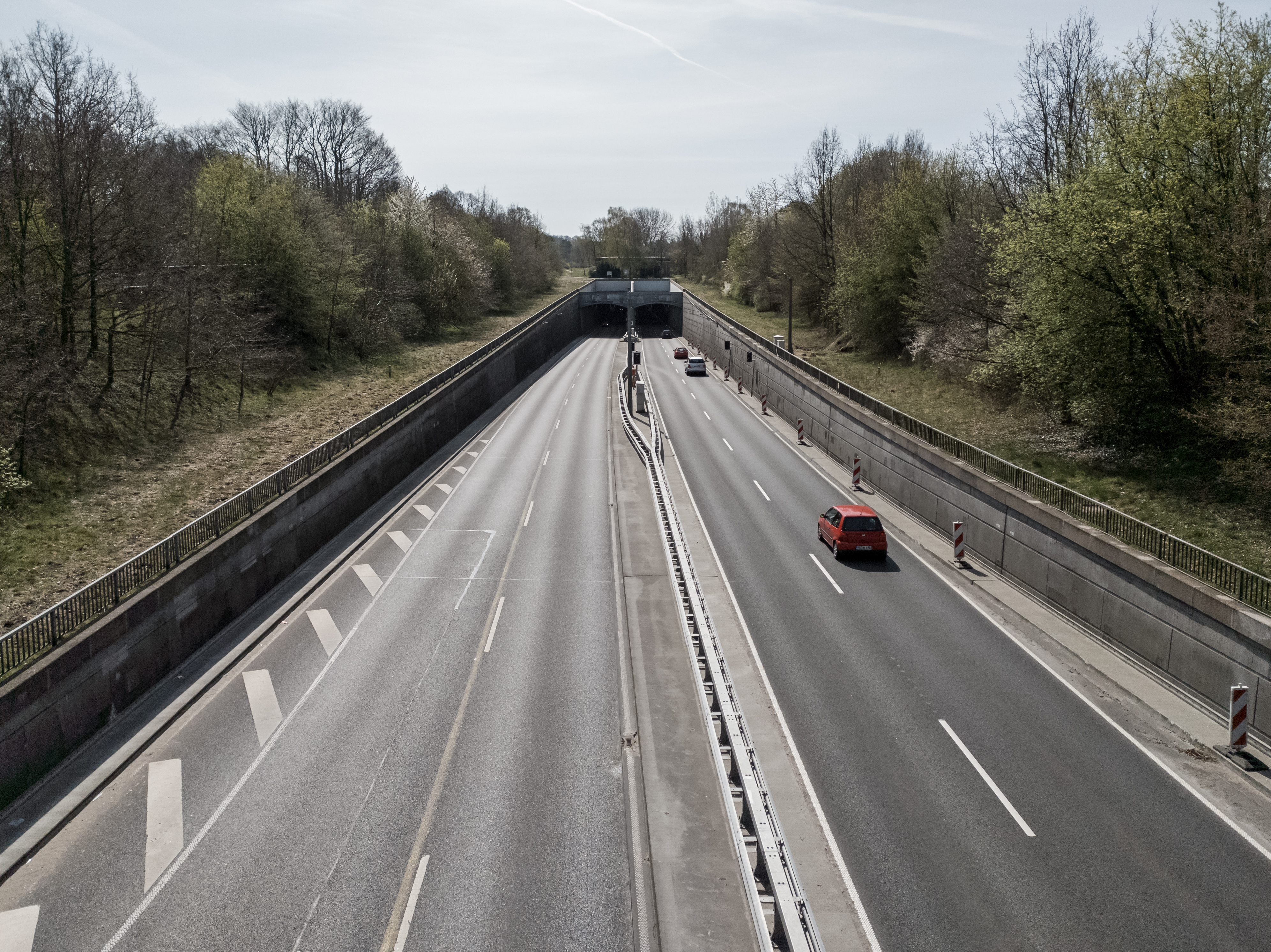
Nördliches Tunnelportal nach Abschluss der Sanierung

Die Sanierung des Tunnels begann im Sommer 2011. Die Oströhre war ab Sommer 2012 gesperrt. Nach ersten Plänen sollten die Arbeiten an beiden Röhren Ende 2013 abgeschlossen sein und 25 Millionen Euro kosten. 2016 rechnete die Kanalbehörde mit 64 Mio. Euro. Wegen Schwierigkeiten bei der Verkabelung der Betriebs- und Anlagentechnik wurde die Oströhre erst am 1. Oktober 2016 freigegeben.
Die Sanierung der Weströhre begann Ende Januar 2017. Die gesamte Tunnelsanierung sollte Ende 2020 rechtzeitig zu Beginn der Bauarbeiten zum Ersatz der Rader Hochbrücke abgeschlossen sein. Dieser Termin konnte nicht gehalten werden, die vollständige Inbetriebnahme des Tunnels fand am 1. Mai 2021 statt. Die Sanierungskosten betrugen rund 90 Mio. Euro.